# Odilon Barrot
Camille Hyacinthe Odilon Barrot, född 19 september 1791, död 6 augusti 1873 i Bougival, var en fransk politiker. Han var premiärminister 1848-1849.
Under första hälften av 1800-talet arbetade Barrot för en fransk konstitutionell monarki och motarbetade republikanernas strävanden. Barrots var i sin ungdom hängiven den Bourbonska restaurationen, men övergick redan 1815 till oppositionen och deltog i agitation och bildade flera politiska sällskap, något som gjorde att han tvingades genomgå flera rättegångar under 1820-talet. Han deltog aktivt i julirevolutionen 1830 och blev efter denna prefekt i departementet Seine. Han bekämpade Casimir Périer, och anslöt sig till den "dynastiska vänstern", verkade för en utvidgning av rösträtten och understödde därför Thiers regering, dock utan att nå sitt mål.  
Mot den konservativa ministären Molé bildade han av samtliga oppositionspartier den ryktbara koalitionen 1838-39. Sedan deputeradekammaren visat sig ovillig att utsträcka valrätten, blev Barrot 1847 en av upphovsmännen till reformbanketterna. Under andra republiken blev han Louis-Napoleons förste premiärminister med tvingades av denne att avgå och blev fullkomligt överrumplad av statskuppen 1852. Barrot drog sig därefter under flera år (fram till 1861) tillbaka från politiken. Hans sista politiska gärning av betydelse var när han med sitt aktade namn stödde Olliviers och Palikaos krigspolitik. Den tredje republiken gav honom posten som president i statsrådet.